# 7369 Gavrilin
7369 Gavrilin (1975 AN) là một thiên thạch xuyên Sao Hỏa được phát hiện vào ngày 13 tháng 01 năm 1975 bởi T. M. Smirnova tại Đài vật lý thiên văn Crimean.

## Link ngoài
- JPL Small-Body Database Browser on 7369 Gavrilin